# 1402
El 1402 (MCDII) fou un any comú del segle xv que pertany a l'edat mitjana segons els criteris historiogràfics occidentals.

## Esdeveniments
Països Catalans
Resta del món
- Comença la construcció de la catedral de Sevilla.[1]
- Castella comença la conquesta de les Illes Canàries amb Jean de Bethencourt.
- Venècia compra els drets de domini de l'illa de Corfú.
- Publicació del Mapa Kangnido a Corea.
- Fundació del Despotat de Sèrbia.[2]
- Es comença a pintar el Retaule de Guimerà (data aproximada).
- Batalla d'Ankara, amb victòria de Tamerlà.
- Batalla de Humbleton Hill, on els anglesos vencen els escocesos.
- Es comença a construir l'edifici de l'Ajuntament de Brussel·les.[3]
- Fundació del soldanat de Malaca.
- S'acaba de construir el Pont de Carles a Praga.

## Naixements
- Ferran de Portugal i Lancaster, infant portuguès.
- Frederic de Luna, noble europeu.
- Nezahualcóyotl, rei dels txitximeques.

## Necrològiques
Països Catalans
Resta del món
- Joan Galeàs Visconti, primer duc de Milà.
- Jean de La Grange, religiós i polític.
- Gottfried Michaelsen, pirata alemany.
- Edmund de Langley, primer duc de York.
- Jianwen, emperador xinès.[4]